# Elmwood Park (Illinois)
Pour les articles homonymes, voir Elmwood Park et Elmwood.
Elmwood Park est un village américain situé dans le comté de Cook, en proche banlieue de Chicago dans l'État de l'Illinois.